# Achondrostoma
Achondrostoma is een geslacht van straalvinnige vissen uit de familie van karpers (Cyprinidae).

## Soorten
- Achondrostoma arcasii (Steindachner, 1866)
- Achondrostoma occidentale (Robalo, Almada, Sousa Santos, Moreira & Doadrio, 2005)
- Achondrostoma oligolepis (Robalo, Doadrio, Almada & Kottelat, 2005)
- Achondrostoma salmantinum Doadrio & Elvira, 2007